# Te Velde (trompetsignaal)
Het Te Velde (Frans: Au Champs) is een trompetsignaal dat in België geldt als muzikaal eerbetoon aan hoge autoriteiten, zoals aan de koning en andere leden van de koninklijke familie, of aan buitenlandse staatshoofden. Ook wordt het signaal ten gehore gebracht bij vaderlandslievende plechtigheden, vaak voorafgaand aan het Belgische volkslied, de Brabançonne.

## Omschrijving
Het gebruik van het signaal gaat terug tot ten minste 1804 toen het werd vermeld in een keizerlijk decreet van Napoleon (keizerlijk decreet van 24 messidor jaar XII (13 juli 1804) betreffende de publieke plechtigheden, voorrangen, burger en militaire eerbewijzen).
Aanvankelijk werd het Te Velde enkel op een trommel geslagen. Van later datum is het gebruik om het signaal te blazen op een klaroen of ruiterijtrompet. Een korte versie wordt geblazen om de aankomst aan te kondigen van de koning of van leden van het koninklijk huis, waarna vaak een verkorte versie van de Brabançonne volgt en bij het vertrek van de koning of een koninklijke stoet. De integrale versie van het Te Velde wordt gespeeld bij een Vaandelgroet, bij begrafenissen met militair eerbewijs en bij een kranslegging bij het Graf van de onbekende soldaat.